# El Pont de Vilomara i Rocafort
El Pont de Vilomara i Rocafort település Spanyolországban, Barcelona tartományban. Lakosainak száma 4140 fő (2024).

## Földrajza
El Pont de Vilomara i Rocafort Sant Fruitós de Bages, Talamanca, Mura, Sant Vicenç de Castellet és Manresa községekkel határos.

## Népesség
A település lakosságának változását az alábbi diagram mutatja:
| Lakosok száma | 99   | 1332 | 1233 | 1933 | 2203 | 2992 | 3714 | 3780 | 3830 | 4140 |
|               | 1717 | 1887 | 1936 | 1960 | 1986 | 2004 | 2009 | 2014 | 2019 | 2024 |